# Чугуевское военное училище
Чугуевское военное училище — окружное военно-учебное заведение, для подготовки нижних чинов пехоты к офицерскому званию, в городе Чугуев Харьковский военный округ (Харьковская губерния), готовившее офицеров пехоты Русской Императорской армии. 
С момента сформирования в 1865 году до 1910 года именовалось как Чугуевское пехотное юнкерское училище. Училищный праздник: 26 ноября, день Святого Георгия Победоносца. Считается, по мнению А. Левченко и С. Сафронова, что Чугуевское училище дало Российской империи наибольшее число георгиевских кавалеров (кавалеров Военного императорского Ордена Святого Георгия Победоносца).

## История
По окончании Крымской войны было предположено устроить юнкерские школы во всех армейских корпусах, но, за недостатком денежных средств в военном ведомстве России и неудобством организации военно-учебных заведений при корпусных штабах, передвигавшихся вместе с войсками с места на место, таких школ было открыто всего три.
Только с преобразованием старших классов кадетских корпусов в военные училища, в 1864 — 1865 годах стали открываться окружные юнкерские училища во вновь образованных военных округах России. 1 сентября 1865 года в Чугуеве Харьковского военного округа было Высочайше учреждено Чугуевское пехотное юнкерское училище, и разместилось оно в аракчеевском здании бывшей Школы военных топографов.
В 1888 году, Приказом по военному ведомству за № 218, училище было переформировано из двухсотенного в четырёхсотенный состав: 4 роты, 400 штатных и 44 сверхштатных юнкеров.
В 1901 году, Приказом по военному ведомству за № 197, двухгодичный курс обучения заменён трёхгодичным. 
В 1914 году с началом Великой войны Германская империя объявила войну России, и Чугуевское было переведено на ускоренный четырехмесячный курс подготовки будущих офицеров Русской армии, как и большинство военных училищ России, а штатное количество юнкеров постепенно увеличено с 400 человек переменного состава до 1 200. За годы Первой мировой войны училище выпустило более 7 000 офицеров. 
В 1915 году начальник училища генерал-майор Иеремия Яковлевич Фенстер выступил с ходатайством о переименовании Чугуевского военного училища в «Военное ордена Святого Георгия Победоносца училище», но рассмотрение данного вопроса было отложено до окончания войны с Германской, Австро-Венгерской и Османской империями.
15 декабря 1917 года училище расформировано .
В 1921 году русскими офицерами создано Объединение Чугуевского училища в Белграде.

## Знамя
27 января 1903 года Чугуевскому училищу Высочайше пожаловано простое знамя образца 1900 года. Кайма красная, шитьё золотое. Навершие образца 1857 года (гвардейское). Древко жёлтое. Изображён Спас Нерукотворный.

## Нагрудный знак
Нагрудный знак Высочайше утверждён 4 октября 1913 года. Мальтийский крест красной эмали с белым ободком. В середине его красный эмалевый кружок с золотым ободком, а на нём белая фигура Святого Георгия Победоносца.

## Форма
Юнкеры носили общую унтер-офицерскую форму одежды и по правовому положению приравнивались к подпрапорщикам. С 1843 года знаки различия юнкера такие же, как и у подпрапорщика — погоны, обшитые узким золотым галуном по краю. С этого же времени юнкеры, назначаемые для исполнения унтер-офицерских обязанностей, носят унтер-офицерские поперечные нашивки на погонах (юнкеры из дворян — золотого галуна). Чугуевские юнкера носили алые погоны с белой выпушкой.

## Начальники училища
- 23.06.1865 — 18.12.1875 — майор (с 30.08.1866 подполковник, с 20.04.1869 полковник) Хамин, Александр Николаевич
- до 04.12.1876 — после 01.06.1877 — полковник Усов, Андрей Иванович
- 01.06.1878 — 08.02.1879 — полковник Мациевский, Евгений Осипович
- 17.02.1879 — 29.04.1882 — полковник Аккерман, Николай Юльевич
- 04.06.1882 — 10.05.1888 — полковник Зоммер, Михаил Карлович
- 25.05.1888 — 26.04.1892 — полковник Арцишевский, Иван Игнатьевич
- 30.04.1892 — 11.11.1896 — полковник Черницкий, Семён Григорьевич
- 02.12.1896 — 11.04.1901 — полковник Коптев, Пётр Степанович
- 30.07.1901 — 07.03.1904 — полковник Зейн, Эммануил Александрович
- 16.04.1904 — 02.03.1914 — подполковник (с 06.12.1904 полковник, с 06.12.1910 генерал-майор) Фок, Яков Александрович
- 18.04.1914 — 1917 — генерал-майор Фенстер (Врасский), Иеремий Яковлевич

## Известные выпускники
См. Выпускники Чугуевского военного училища